# 黒い樹海
『黒い樹海』（くろいじゅかい）は、松本清張の長編推理小説。姉を喪った女性記者が、バス事故に端を発した連続殺人事件の謎を追跡するサスペンス・ミステリー。『婦人倶楽部』に連載され（1958年10月号 - 1960年6月号）、1960年6月に講談社から刊行された。
1960年に大映で映画化、また5度テレビドラマ化された。

## あらすじ
笹原祥子の姉・信子は、仙台へ旅に出たはずだったが、浜松市付近のバス事故で死んでいた。姉は自分の知らない誰かと一緒にバスに乗っていて、その人は事故が発生した途端、姉の傍らから逃げたのではないか…。祥子は姉の会社に転職し、姉の仕事上の交友関係からその人物を突き止めようとする。当初独りだった祥子の調査に協力者が現われ、頑なだった祥子の心の壁も徐々に開かれていくが、先回りする犯人によって、次々に周辺人物が殺されてしまう。

## 主な登場人物
- 原作における設定を記述。

笠原祥子
姉・信子と大久保のアパートに住み、親切で頭の良い姉を慕っていた。貿易会社に勤務していたが、姉の勤めていた新聞社に転職する。
笠原信子
祥子の姉。R新聞社の文化部記者で、評論家・作家など、知名人の間を絶えず廻っていた。28歳。
吉井
R新聞社の社会部記者。もじゃもじゃの髪をしている。殺人事件発生を契機に、祥子の調査に協力するようになる。
町田知枝
R新聞社で祥子の真向かいの机になった婦人記者。活発で賑やかなことを好む。
斎藤常子
バス事故現場近くの食堂の女中。頭の弱いところがある。
妹尾郁夫
欧米の思想書を翻訳する傍ら評論も書き、最近名声が高い。欧米流の態度を気取る。
鶴巻莞造
雑誌の表紙や挿絵・ポスターなどスタイル画の大家。
佐敷泊雲
生け花の大家。全国に千数百の支部と数十万の信者を持つ。
西脇満太郎
初老のQ病院小児科医長。

## 作品の舞台
バス事故の起こった踏切の場所は作中ではぼかされている。また、山梨県の波高島駅周辺に事件の手がかりとなる人物が居る設定となっている。

## 映画
1960年12月14日に公開。製作は大映東京、配給は大映。
キャスト
- 笠原祥子 - 叶順子
- 笠原信子 - 水木麗子
- 吉井正己 - 藤巻潤
- 妹尾郁夫 - 根上淳
- 鶴巻莞造 - 浜村純
- 宇野より子 - 倉田マユミ
- 佐敷泊雲 - 伊東光一
- 令子 - 花井弘子
- 富枝 - 村田知栄子
- 西脇満太郎 - 北原義郎
- 関谷しず子 - 矢島ひろ子
- 町田知枝 - 穂高のり子
- 大島卯介 - 片山明彦
- 安藤 - 花野富夫
- 斎藤常子 - 山川愛子
- たみ - 村田扶実子
- 藤本加代 - 竹里光子
- 竹尾 - 花布辰男
- 医師 - 遠藤哲平
- 町子 - 紺野ユカ
- 編集長 - 星ひかる
- 美紗 - 市田ひろみ

スタッフ
- 脚本 - 長谷川公之、石松愛弘
- 監督 - 原田治夫
- 企画 - 藤井浩明
- 撮影 - 小林節雄
- 音楽 - 大森盛太郎
- 美術 - 山口煕
- 録音 - 渡辺利一
- 照明 - 泉正蔵

## テレビドラマ

### 1962年版
1962年10月4日と10月5日、NHKの「松本清張シリーズ・黒の組曲」の1作として2回にわたり放映。
キャスト
- 笠原祥子 - 堀井永子
- 笠原信子 - 川口敦子
- 吉井 - 浦野光
- 妹尾郁夫 - 金子信雄
- 西脇満太郎 - 小山源喜
- 久米明
- 山田清
- 折原啓子
- 田上和枝
- 安芸ひで子

スタッフ
- 脚本 - 若杉光夫
- 演出 - 石島晴夫
- 制作 - NHK

### 1986年版
「松本清張の黒い樹海」。1986年1月4日、テレビ朝日系列の「土曜ワイド劇場」枠（21:02-23:21）にて放映。視聴率21.1%（ビデオリサーチ調べ、関東地区）。
キャスト
- 笠原祥子 - 中井貴惠
- 笠原信子 - 金沢碧
- 山本學
- 篠田三郎
- 木内みどり
- 峰岸徹
- 高橋昌也
- 中島ゆたか
- 黛ジュン
- 立川光貴
- 池田鴻
- 宮口二郎
- 星野晶子
- 依田英助
- 丸岡奨詞
- 関弘子

スタッフ
- 脚本 - 吉田剛
- 監督 - 池広一夫
- 音楽 -小六禮次郎
- 制作 - 松竹、テレビ朝日、霧企画

### 1997年版
「松本清張スペシャル・黒い樹海」。1997年11月29日、テレビ朝日系列の「土曜ワイド劇場」枠（21:00-22:51）にて放映。視聴率20.0％（ビデオリサーチ調べ、関東地区）。バス事故の発生は石川県の設定。
キャスト
- 笠原祥子（文啓出版の総務部に勤務） - 水野真紀
- 吉井栄二（「週刊文啓」編集部員） - 鶴見辰吾
- 笠原信子（祥子の姉で雑誌「ルミエール」編集長） - 余貴美子
- 町田知枝（「ルミエール」副編集長） - あめくみちこ
- 竹尾刑事 - 石丸謙二郎
- 斉藤常子（レストランの店員） - 春木みさよ
- 愛子（祥子の同僚） - 阿部朋子
- 遠山ミドリ（ピアニストで妹尾の婚約者） - 葉山レイコ
- 部下 - 渡辺成紀
- 理恵（常子の友人） - 西田もも子
- 浅井刑事（警視庁の刑事） - 井上博一
- 祥子の上司 - 水島涼太
- 医師 - 石橋雅史
- 同僚 - 塙恵介
- 鶴巻完造（画家） - 水橋和夫
- 佐敷泊雲（生け花の家元） - 横尾三郎
- 高木利彦（建築家） - 加島潤
- 妹尾郁夫（翻訳家） - 火野正平
- 西脇満太郎（大学教授で精神科医） - 神田正輝
- 小森英明、松田朗、川名莉子、松富まみ、村野友美

スタッフ
- 脚本 - 橋本綾
- 監督 - 野村孝
- 音楽 - 岩間南平
- プロデューサー - 小坂一雄（レオナ）、高橋浩太郎（テレビ朝日）、塙淳一（テレビ朝日）、林悦子（霧企画）
- 助監督 - 寺山彰男
- 選曲 - 山川繁
- 撮影協力 - 粟津温泉辻のや花乃庄、日本エアシステム、拓殖大学、宇部興産、三富村、京王帝都電鉄
- 技術協力 - 映広
- 音楽協力 - テレビ朝日ミュージック
- 制作 - テレビ朝日、レオナ、霧企画

### 2005年版
「松本清張スペシャル・黒い樹海」。2005年10月21日、フジテレビ系列の「金曜エンタテイメント」枠（21:00-22:52）にて放映。バス事故の発生は山梨県の設定。
キャスト
- 笠原祥子 - 菊川怜
- 吉井貴志 - 豊原功補
- 笠原信子 - 藤谷美紀（友情出演）
- 町田知枝 - 佐藤仁美
- 大島卯介 - 小原雅人
- 竹尾新助 - 伊藤正之
- 柿坂哲夫 - 三井善忠
- 桜井弘美 - 唐木ちえみ
- 佐敷泊雲 - 山口河童
- 倉木達哉 - 小松拓也
- 斉藤彩華 - 杉山彩子
- サキ - 今泉野乃香
- 鶴巻完造 - 団時朗
- 瀬乃郁夫 - 羽場裕一
- 西山太郎 - 段田安則
- 斉藤千佐子、星野悠月、中沢純子、坂本三成、平尾良樹、石川雄也、福月里代、西尾浩行、飯塚恵美子、永富弘一、齊藤一、小林正史、久高千亜、高橋剛彦、国保裕子、YURIFA

スタッフ
- 脚本 - 水橋文美江
- 監督 - 平井秀樹
- プロデュース - 現王園佳正（フジテレビ）
- 制作 - フジテレビ

### 2016年版
『松本清張ドラマスペシャル 黒い樹海』。2016年3月13日（21:00-23:10）、テレビ朝日系列にて、松本清張二夜連続ドラマスペシャルの第二夜として放送された。視聴率は11.0%（ビデオリサーチ調べ、関東地区・世帯）。物語は長野県を中心に展開され、設定は現代に置き換えられている。主演は松本清張作品初出演の北川景子。2016年1月から東京都内で撮影が行われた他、長野県大町市では現地で今年1番の大雪が降る中、ロケが敢行された。
2018年4月2日（20:52-22:54）、BS朝日にて再放送された。
2018年9月15日(土) 12:00 ～ 14:15、テレビ朝日にて再放送された。
没後30年特別企画『松本清張スペシャルドラマ一挙放送Week』として、2022年3月28日午後8時からBS朝日で再放送された。
キャスト
- 笠原祥子 - 北川景子（姉と都内で2人で暮らす就職活動中の女性）
- 笠原信子 - 小池栄子 （祥子の姉で東都新聞の文化部記者）
- 吉井亮一 - 向井理（祥子の調査に協力を申し出た信子の同僚）
- 西脇満太郎 - 沢村一樹（小児科医）
- 佐敷泊雲 - 古田新太（華道家元）
- 妹尾郁夫 - 鈴木浩介 （経済評論家）
- 倉野むら子 - 山本未來（装飾デザイナー）
- 鶴巻完造 - 六平直政（画家）
- 大島卯介 - 桜井聖（東都新聞文化部長・信子の上司）
- 村田頼子 - 宮地雅子（バス事故の生存者）
- 三ツ川沙織 - 堀田茜（三ツ川財閥令嬢・妹尾の婚約者）
- 浜田道彦（「丸藤」の店主）
- 安原國政 - 尾美としのり（刑事）
- 町田知枝 - 酒井若菜 （信子の元同僚）
- 斎藤常子 - 江口のりこ（事故現場近くの食堂「丸藤」に勤務していた女性）
- 斎藤稔次郎 - 田口主将（常子の父）
- 小川カズ - 室井滋（祥子の暮らしていたマンションの管理人）
- 西脇亜佐美 - 麻生祐未（西脇の妻）
- 大熊英司、寺本愛美、植木祥平、えもりえりこ　ほか

スタッフ
- 脚本 - 寺田敏雄
- 演出 - 常廣丈太（テレビ朝日）
- 音楽 - 井筒昭雄
- 音楽プロデュース -志田博英
- 法律監修 - 河西邦剛
- 技斗 - 栗原直樹（WGK）
- ドローンカメラ - 横山一隆、岩田和也
- ロケ協力 - 大町市産業観光部観光課、国土交通省北陸地方整備局大町ダム管理所、東日本旅客鉄道、ジェイアール東日本企画、アルピコ交通　ほか
- 技術協力 - テイクシステムズ、ブル
- 照明協力 - フジ・メディア・テクノロジー、テレテック
- VFX・美術協力 - テレビ朝日クリエイト
- 装飾 - テレフィット、舞クリエーション
- チーフプロデューサー - 五十嵐文郎（テレビ朝日）
- ゼネラルプロデューサー - 内山聖子（テレビ朝日）
- プロデューサー - 中川慎子（テレビ朝日）、中沢晋（オフィスクレッシェンド）
- 制作協力 - オフィスクレッシェンド
- 制作・著作 - テレビ朝日